# OpenBGPD
OpenBGPD ist ein Unix-Systemdienst, der das Border Gateway Protocol Version 4 implementiert. Dies erlaubt es Netzwerkkomponenten, die BGP-fähig sind, Netzwerkrouten untereinander auszutauschen.

## Allgemeines
Die Designziele sehen vor, dass es sicher und zuverlässig ist, sowie eine effiziente Speichernutzung und eine geringe Größe des Quellcodes.
Die Konfigurationssprache sollte mächtig und einfach zu benutzen sein.
OpenOSPFD ist ein weiterer Systemdienst an der Seite von OpenBGPD, er implementiert das OSPF-Protokoll.
OpenBGPD und OpenOSPFD ermöglichen es, einen Computer als Netzwerkrouter einzusetzen.
In OpenBSD 4.2 wurde ospf6d (IPv6 Version) eingeführt. Weitere unterstützte Protokolle sind RIP, DVMRP, LDP und ein rpki-client für den Austausch von Zertifikaten. Die Implementierung ist als freie Software unter der BSD-Lizenz verfügbar.

## Geschichte
OpenBGPD wird als Teil des OpenBSD-Projektes von Henning Brauer und Claudio Jeker 2003 angefangen zu entwickeln.
Laut der Jahresberichte der Euro-IX wird openBGPd auf 12 (2012) bzw. 10 (2013, 2014) Route-Servern eingesetzt, was einen Anteil von 17 % (2012), 13 % (2013) bzw. 11 % (2014) der erfassten Route-Servern entspricht (40 Internet-Knoten mit 70 (2012), 77 (2013) bzw. 94 (2014) Route-Servern).
Von 2009 bis 2012 benutzte AMS-IX, einer der größten Internet-Knoten weltweit, zwei OpenBGPD-Route-Server; diese wurden durch eine auf Bird Internet Routing Daemon basierende Lösung ersetzt, wie auch bei anderen IXPs. Noch wird OpenBGPD z. B. von SwissIX und von BCIX benutzt. 2018 wurde in einem Artikel beschrieben, warum weniger auf OpenBGPD gesetzt wurde, hauptsächlich wegen des geringen Durchsatzes. Diese Probleme wurden durch Claudio Jeker teilweise behoben, da es ihm ermöglicht wurde Vollzeit daran zu arbeiten, durch eine Kostenübernahme durch das RIPE NCC Community Project, weitere Sponsoren sind DE-CIX, Netnod, AMS-IX, BCIX, LONAP, Asteroid, Namex, Universität Oslo. Für die Änderungen und Verbesserungen erhielt Claudio 2019 den Radiant Award.
OpenBGPD wird 2022 durch den Sovereign Tech Fund (STF) gefördert. Ebenfalls 2022 haben sich AMS-IX, DE-CIX, Netnod und LINX (die größten Internetknoten Betreiber) entschlossen, sich an die Route Server Support Foundation (RSSF) zu wenden, um einen sicheren und hochperformanten Route Server auf Basis von Open-Source-Software und OpenBGPD zu erhalten.